# Vivre pour vivre
Vivre pour vivre is een Franse dramafilm uit 1967 onder regie van Claude Lelouch. Destijds werd de film in Nederland en Vlaanderen uitgebracht onder de titel Leven om te leven.

## Verhaal
De verslaggever Robert Colomb is zo druk bezig met zijn baan dat hij zijn relatie verwaarloost. Hij heeft bovendien meerdere affaires. Zijn affaire met een Amerikaanse Candice begint serieus te worden. Bij zijn vertrek naar Vietnam maakt hij een eind aan de affaire. Bij zijn terugkomst gaat hij almaar meer verlangen naar Candice. Zij is intussen een nieuw leven begonnen.

## Rolverdeling
| Acteur         | Personage          |
| -------------- | ------------------ |
| Yves Montand   | Robert Colomb      |
| Candice Bergen | Candice            |
| Annie Girardot | Catherine Colomb   |
| Irène Tunc     | Mireille           |
| Anouk Ferjac   | Jacqueline         |
| Uta Taeger     | Lucie              |
| Jean Collomb   | Ober               |
| Michel Parbot  | Michel             |
| Jacques Portet | Vriend van Candice |
| Louis Lyonnet  | Huurlingenleider   |
| Maurice Seveno | Zichzelf           |
| Amidou         | Fotograaf          |